# 박강 (고려)
박강(朴强, 1330년 ~ ?)은, 고려 말기의 무신이다. 
홍건적의 난, 최유의 난, 동녕부 공격, 왜구 진압 등에 종군하며 공을 세웠다.

## 생애
공민왕(恭愍王) 10년 신축(1361년) 홍건적의 난으로 개경이 함락되고 공민왕이 복주(안동)까지 몽진하게 되었다. 박강은 이때 처음으로 군에 응모하여 총병관(摠兵官) 정세운(鄭世雲)의 휘하로 종군하였다.
개경 수복전에서 홍건적이 성안에 나무로 성채를 쌓아 올려 놓고 고려군에 맞서 항전하는데 박강은 곧 말에서 내려 민가에서 널빤지로 만든 대문짝을 얻어다 짊어지고 사다리처럼 놓고 올라가며 칼을 휘둘러 고함을 쳤고, 이에 나무 성채 위에 올라 있던 홍건적들이 두려워하다 땅에 떨어져서 자신들끼리 짓밟는 등 혼란스러워진 틈을 타서 박강은 뛰어내려 와서 수십 명을 죽였고, 고려군은 개경의 성문을 뚫고 들어가 홍건적의 괴수인 사류(沙劉)를 죽이고 개경을 수복하는데 성공했다. 총병관 정세운은 박강의 공적을 높이 사서 그의 계급을 특진시키고 중랑(中郞)으로 진급시키려 하였는데, 얼마 지나지 않아 정세운이 피살되면서 진급하지 못하고 산원(散員)에 임명되는 데에 그쳤다.
공민왕 12년 계묘(1363년)에는 원수 박춘(朴椿)을 따라 이성(泥城)에 갔고, 두 번이나 압록강(鴨綠江)을 건너가 정세를 염탐하였고, 이 공로로 별장(別將)에 제수되었다. 당시 고려의 반신(叛臣) 최유(崔濡)가 원에 공민왕을 참소하여 덕흥군(德興君)을 왕으로 내세우고 고려를 침공하려 하였다(최유의 난). 고려 조정은 경천흥(慶千興)을 서북면도원수(西北面都元帥)로 삼고 서북면의 의주(義州), 인주(麟州), 이성(泥城), 정주(靜州), 강계(江界)와 독로강(禿魯江), 용주(龍州) 등지에 군사를 배치하여 대비한 것이다. 12월부터 덕흥군과 최유의 군은 요동에서 척후 기병들을 여러 차례 압록강으로 보내기 시작했다. 이듬해 수주(隨州)를 함락시키고 달천(㺚川)에 진을 친 최유의 군을 상대로 고려군이 반격에 나설 때, 박강은 선봉이 되어 압록강까지 추격하였고 돌아와서 낭장(郞將)으로 승진되었다.
공민왕 14년 을사(1365년)에 왕 앞에서 왕명으로 시위군(侍衛軍)과 씨름을 하여 내리 승리하였고, 이에 공민왕이 박위에게 늠미(廩米)를 내리고 바로 중랑장(中郞將)에 제수하여 숙위(宿衛)에 소속시켰다.
공민왕 16년 정미(1367년)에 왜구이 강서(江西)로 쳐들어 오자 나진(羅進) 등을 따라 바다로 나아가 왜구를 추격하였고, 왜적을 만나 여러 차례 이겼다. 공민왕 20년 신해(1371년) 겨울에 원수(元帥) 이희필(李希泌)을 도와 울라산(鬱羅山)을 공격할 때 박강이 성에 가장 먼저 올라가서 그 괴수를 잡는 공을 세웠다. 돌아와서는 사재소감(司宰少監)에 제수되었고, 이후로도 여러 번 승진하여 예의총랑(禮儀摠郞)에 이르렀다.
이후 박강은 물러나 고향에 내려와 있다가 우왕 12년 병인(1386년)에 원수 육려(陸麗)가 영해부로 파견되어 진수할 때에도 육려를 따라 종군하였다. 계림(鷄林) 송라촌(松羅村)을 침공한 왜구와 싸울 때 박강이 칼을 휘둘러 대여섯 명의 왜구를 죽였으며, 이 공으로 박강은 중현대부(中顯大夫)가 더해지고 서운정(書雲正)에 제수되었다.
우왕 14년 무진(1388년) 10월에 축산도병선도관령(丑山島兵船都管領)이 되었는데, 왜적의 배가 대거 갑자기 들이닥쳐 고려 수군을 포위하고 영해성(寧海城)을 침범하려고 할 때, 박강이 활을 쏘아 왜구의 괴수를 맞히고 잇달아 네다섯 명을 쏘아 맞혀 왜구가 포위를 풀고 물러갔다.

## 인물
고려 말 조선 초의 문신이었던 권근(權近)은 창왕 원년(1389년) '이숭인의 편당'이라는 대간의 탄핵을 받아서 황해도 우봉으로 유배되었다가, 공양왕이 즉위(1389년)한 뒤에 앞서 명에 사신으로 갔다 오면서 명 예부(禮部)의 자문(咨文)을 몰래 뜯어 그 내용을 훔쳐 보고 전폐왕 우(禑)의 장인인 이림(李琳)에게 먼저 알려준 것이 발각되어 다시 개경과 거리가 먼 경상도 영해로 옮겨졌다. 영해에서 권근은 박강과 처음 알게 되었고, 예전 그와 함께 정세운 휘하의 참좌(參佐)로 개경 수복에 참전했던 전임 판사 백진(白瑨)으로부터 박강의 무용에 대해 전해 듣고 그의 이야기를 '사재소감박강전'이라는 이름으로 남겼다. 
권근에 따르면 박강은 1389년 12월 당시 나이가 이미 쉰아홉이었음에도 기력이 줄지 않았고, 몸이 크고 기걸하며 수염이 떡 벌어져 있었는데 건장한 체구나 외모와 달리 술을 한 방울도 마시지 못했다고 한다. 권근은 "위에서 추천하여 발탁해 주는 사람이 없고 아래로는 그것을 기록하여 주는 친구가 없이 운수가 나빠서 공신에 오르지도 못하고, 사적이 없어져서 전하지도 못하여, 마침내 시골에서 죽어버리어 초목과 함께 썩고 마는 사람이 얼마나 되겠는가."라고 애석해하면서 이런 이유로 박강의 전기를 쓰게 되었다고 밝히고 있다.

## 가계
- 증조부: 박성절(朴成節) - 영해부의 상계리(上計吏)였다.[1]
- 조부: 박학여(朴學如)[1]
- 아버지: 박천부(朴天富) - 공민왕의 공신이었다.[1]

사재소감박강전에는 박강의 집안이 대대로 영해부(寧海府)의 아전이었다고 적고 있다. 영해부는 원래 덕원도호부(德原都護府)였다가 동여진(東女眞)이 침공으로 성이 함락되자 지관(知官)으로 강등되고 관할하던 보성(甫城)은 복주(福州)에 귀속되었는데, 박강의 증조부인 박성절이 상계리로 상경하여 이를 도당에 진정하여 영해부를 다시 예주목(禮州牧)으로 올리고 옛 보성을 도로 복귀시켰다. 영해부 사람들은 모두 박성절에게 공을 돌리며 그에게 향리 역직으로부터의 면역(免役)을 허락하였으나, 박성절은 이를 거절하고 자신의 자손 대부터 면역해 줄 것을 요청해 허락받았다. 이로 해서 박성절의 아들 대부터 모두 향리의 역직을 벗어나게 되었다. 
박강의 아버지 박천부는 공민왕이 잠저에 있었을 때부터 그를 모셨는데, 평소에 힘이 세어서 한쪽 팔로 공민왕을 번쩍 들고서 한 바퀴 돌며 고함을 치기도 하고, 공민왕이 상도(上都)로 갈 때는 공민왕을 때때로 업고 가기도 하였으며, 충목왕 사후에 공민왕이 아닌 충정왕이 즉위하게 되었을 때 다른 신하들은 모두 충정왕을 따랐지만 박천부는 공민왕을 따랐다고 한다. 박천부는 공민왕이 즉위하기 전에 바다를 건너다 파선 사고로 익사하였다. 박강이 공민왕으로부터 우대받은 것은 박강 자신의 힘이 장사였던 것에 더해 박강의 아버지 박천부가 공민왕을 잠저 시절부터 모셨던 인연에서 비롯된다고 사재소감박강전은 적고 있다.

### 내용주
1. ↑  권근이 쓴 사재소감박강전에 따르면 홍무 기사년 즉 고려 공양왕 즉위년(1389년) 시점에서 박강의 나이가 59세였다.
2. ↑  《고려사》 공민왕 20년(1371년) 10월 7일 병술조에는, 고려군이 오로산성(五老山城)을 함락시키고 원의 추밀원부사(樞密院副使) 가라부카(哈刺不花)를 생포한 사실이 판사(判事) 황용성(黃用成)에 의해 이 날 조정에 보고되었다고 적고 있다.